# زردپی بازکننده مشترک
زردپی بازکننده مشترک یا تاندون اکستانسور مشترک زردپی‌ای است که به اپی‌کوندیل کناری بازو متصل می‌شود.

## ساختار
زردپی بازکننده مشترک به عنوان اتصال فوقانی (تا حدی) برای ماهیچه‌های سطحی که در قسمت خلفی ساعد قرار دارند عمل می‌کند:
- ماهیچه کوتاه بازکننده مچ به زند بالایی (اکستانسور کارپی رادیالیس برویس)
- ماهیچه دراز بازکننده مچ به زند بالایی (اکستانسور کارپی رادیالیس لانگوس)
- ماهیچه بازکننده انگشتان دست (اکستانسور دیجیتوروم)
- ماهیچه بازکننده انگشت کوچک دست (اکستانسور دیجیتال مینیمی)
- ماهیچه بازکننده مچ به زند پایینی (اکستانسور کارپی اولناریس)[۱]

زردپی بازکننده ماهیچه کوتاه بازکننده مچ به زند بالایی معمولاً عمده‌ترین زردپی‌ای است که زردپی‌های دیگر به آن ادغام می‌شوند.

## کارکرد
زردپی بازکننده مشترک نقطه اتصال اصلی ماهیچه‌های بازکننده ساعد است. این کار صاف کردن (اکستنشن) انگشت را ممکن می‌کند و به باز کردن (سوپیناسیون) ساعد کمک می‌کند.

## اهمیت بالینی
درد جانبی آرنج می‌تواند ناشی از آسیب‌شناسی‌های مختلف زردپی بازکننده مشترک باشد. صدمات ناشی از استفاده بیش از حد می‌تواند منجر به التهاب شود. آرنج تنیس‌بازان یک مشکل رایج با زردپی بازکننده مشترک است.